# إيان ماكفيرسن
إيان ماكفيرسن (بالإنجليزية: Ian Macpherson)‏ (1951)؛ روائي أيرلندي.